# Tarfaya
Tarfaya ⵟⴰⵔⴼⴰⵢⴰ (en arabe : طرفاية) est une ville côtière marocaine, chef-lieu de la province de Tarfaya, au sein de la région de Laâyoune-Sakia El Hamra. Elle est située au bord de l'océan Atlantique, au niveau du cap Juby, à environ 890 km au sud-ouest de la capitale Rabat, 100 km au nord-nord-est de Laâyoune et 100 km au sud-est de l'île de Lanzarote (îles Canaries).
Tarfaya est connue pour ses projets économiques innovants, comme celui du plus grand parc éolien en Afrique, appelé le parc éolien de Tarfaya,,  et le port historique de Victoria, qui a été fondé par le marchand et voyageur Donald McKenzie le 12 décembre 1879.
Sebkha El Tah, se trouve à Tarfaya. Le Parc national de Khenifiss, monument inscrit sur la liste du patrimoine naturel mondial de l'UNESCO se situe à ses alentours.

## Histoire
En 1876, l'empire britannique fonde à cette intersection entre océan Atlantique, et le Sahara, un comptoir commercial du nom de Port Victoria.
Vers 1885, le sultan Hassan Ier du Maroc (1836-1894) négocie le rachat du comptoir et le départ de ses occupants.
Le 29 juillet 1916, à la suite d'un accord entre l'empire espagnol et l'empire colonial français, le Cap Juby est rattaché au Sahara espagnol et administré par l'administrateur Francisco Bens (es). La localité prendra le nom quelques années plus tard de Villa Bens.
En 1927, sous l'administration espagnole, l'aérodrome de Cap Juby est fondé à proximité, en tant qu'escale de ravitaillement des lignes de l'aéropostale. Antoine de Saint-Exupéry y est nommé chef d'aérodrome en 1927, pour 18 mois. Il y négocie entre autres au besoin la libération des pilotes otages, avec les tribus insoumises sahraouies ou maures, et y écrit son premier roman Courrier sud.
En 1934, le combattant et savant Mohammed Al-Mamoune fera sa retraite dans cette ville, après avoir combattu au nord à Taza.
En 1958, Tarfaya et le Cap Juby sont définitivement rattachés au Maroc par la guerre d'Ifni.

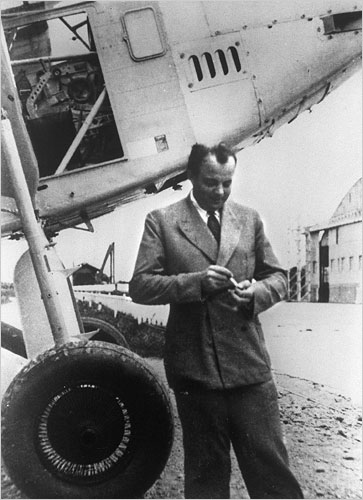
Saint-Exupery dans les années 1930.
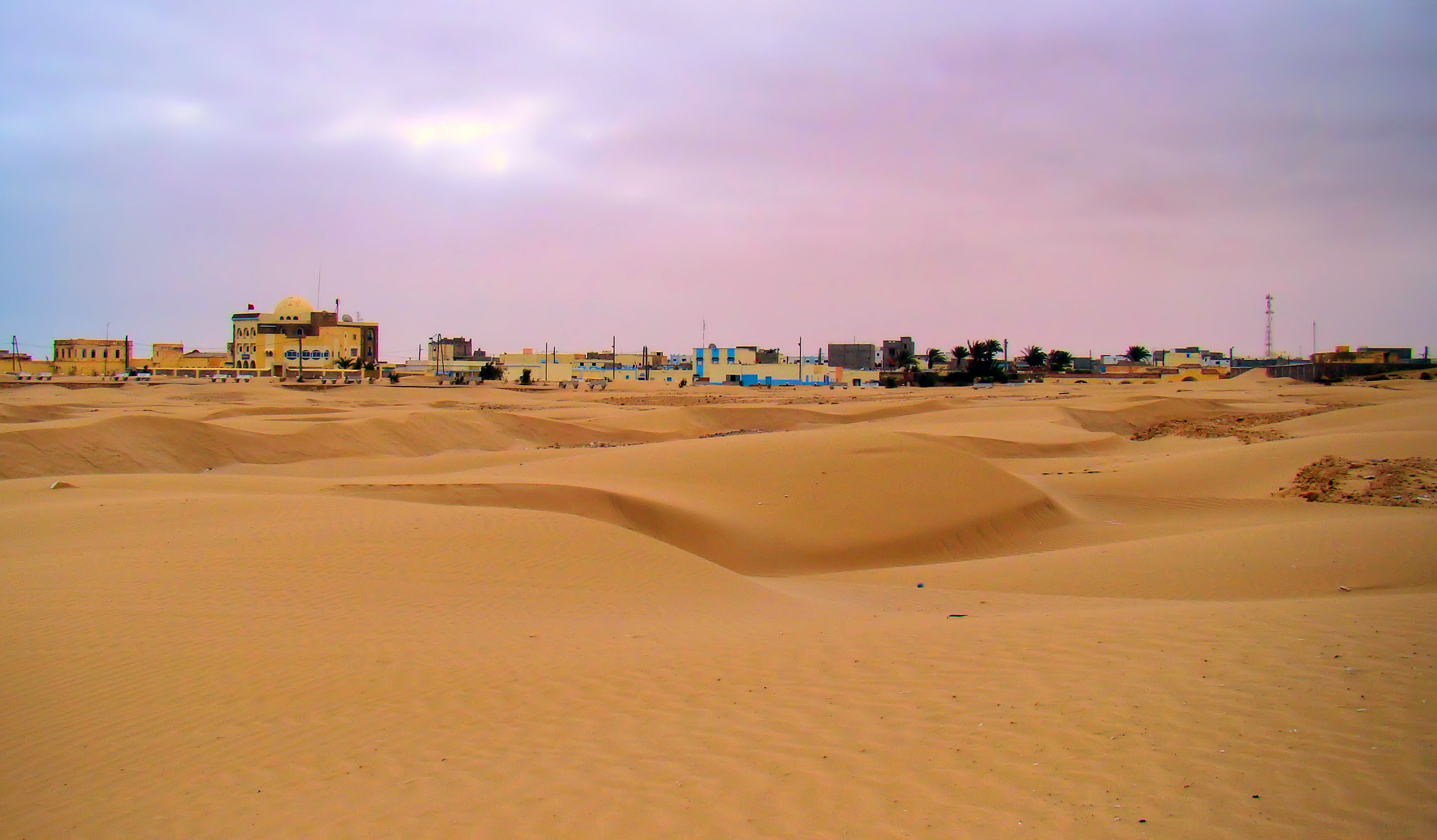
Ligne d'horizon du Sahara à Tarfaya
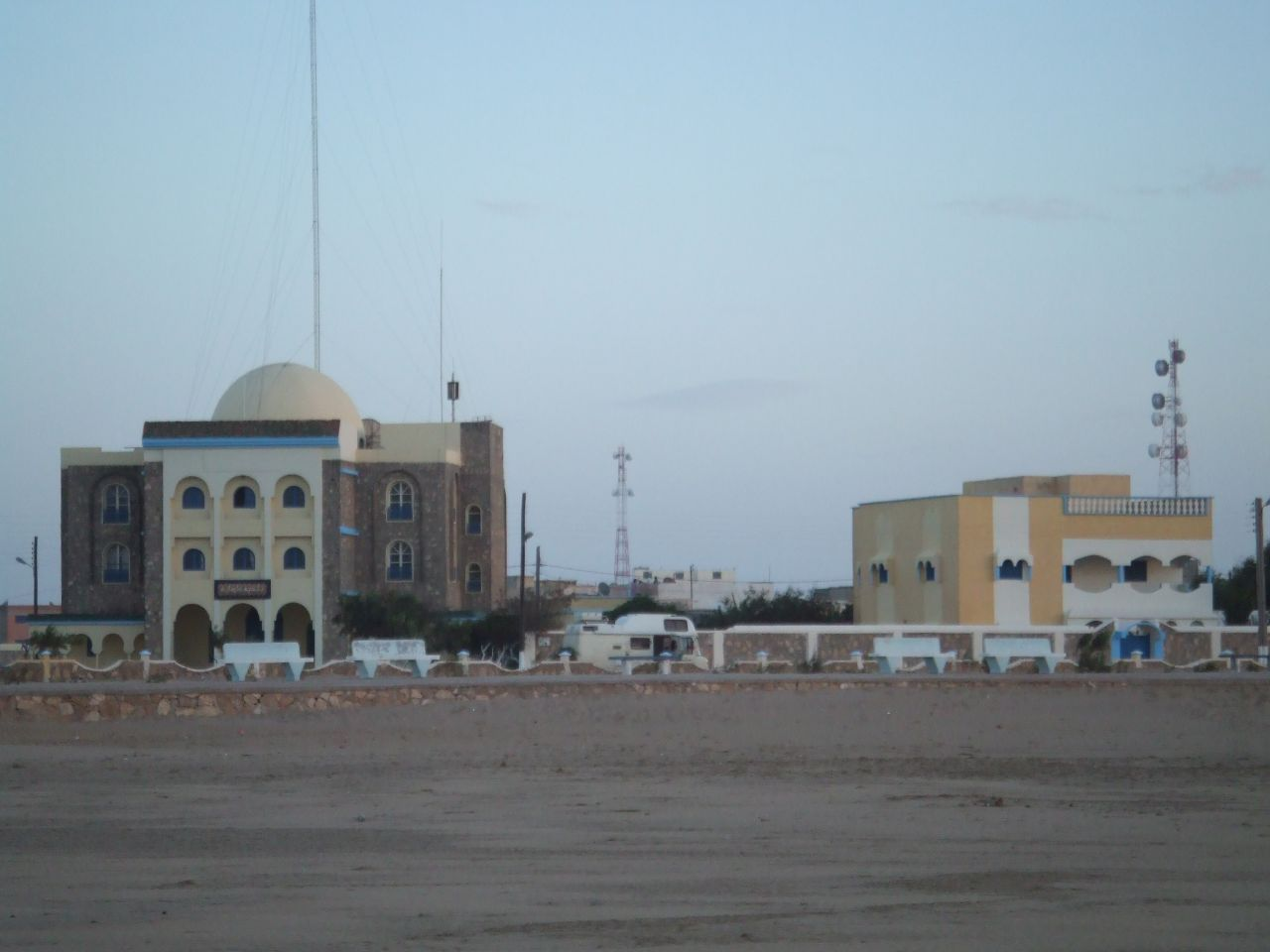
Hôtel de ville

## Étymologie
Le nom Tarfaya vient du mot Tarf, appellation locale du tamarix, plante très courante dans la région du fait de la sécheresse de la terre et du faible degré de salinité de l'eau et du sol qui permettent sa croissance.

Le tamarix a une place très importante dans la culture populaire de la ville. Il sert comme nourriture et base de certains médicaments pour les animaux élevés par les résidents, en particulier les dromadaires et les bovins chez qui les besoins en sels minéraux sont accrus, grâce à sa capacité de stockage d'eau à la surface des feuilles. Les propriétés pharmaceutiques de cette plante ont permis aussi aux agriculteurs de l'utiliser pour traiter les troubles de transit des animaux et les lésions cutanées. 

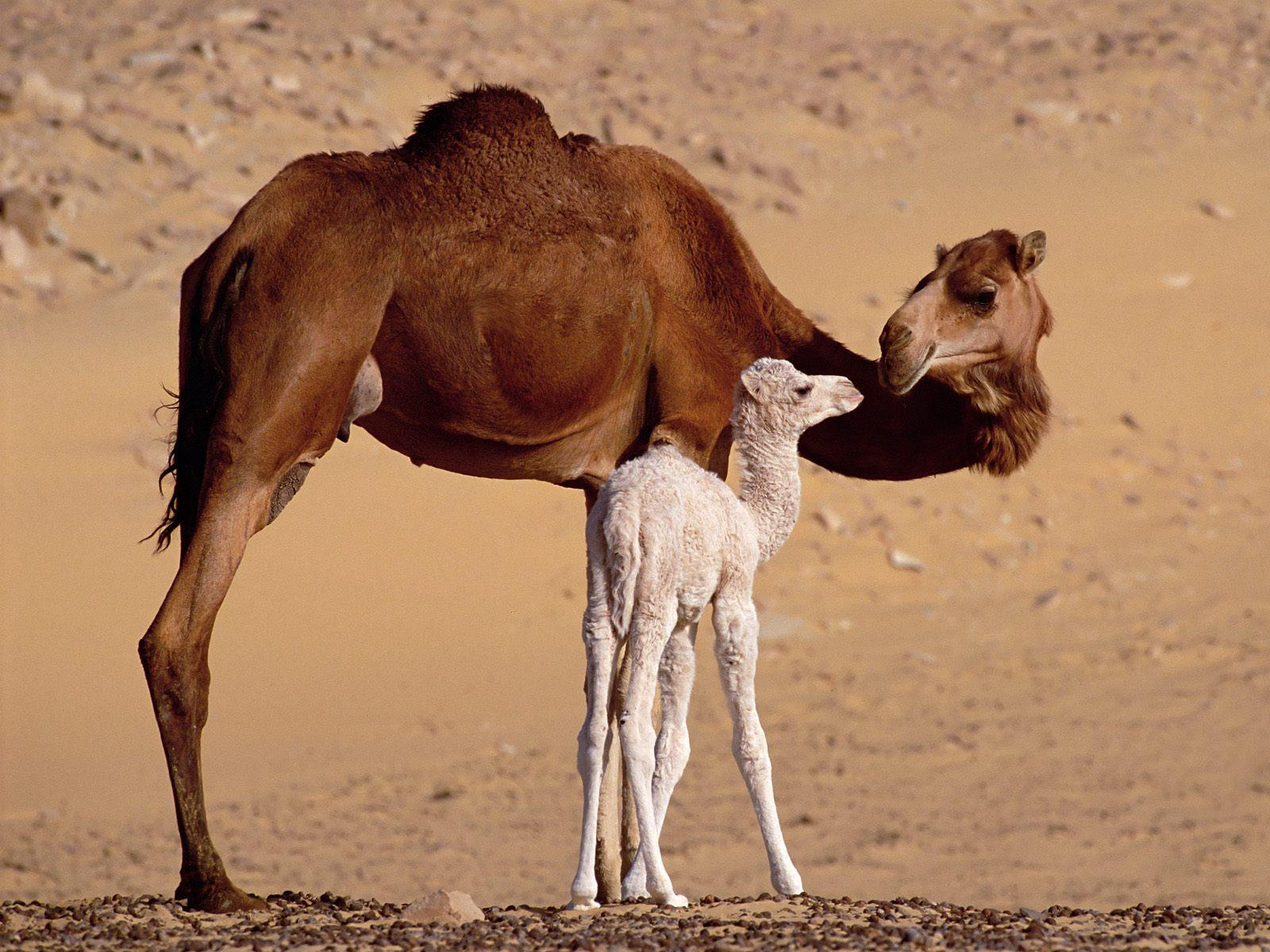
Dromadaires à Tarfaya
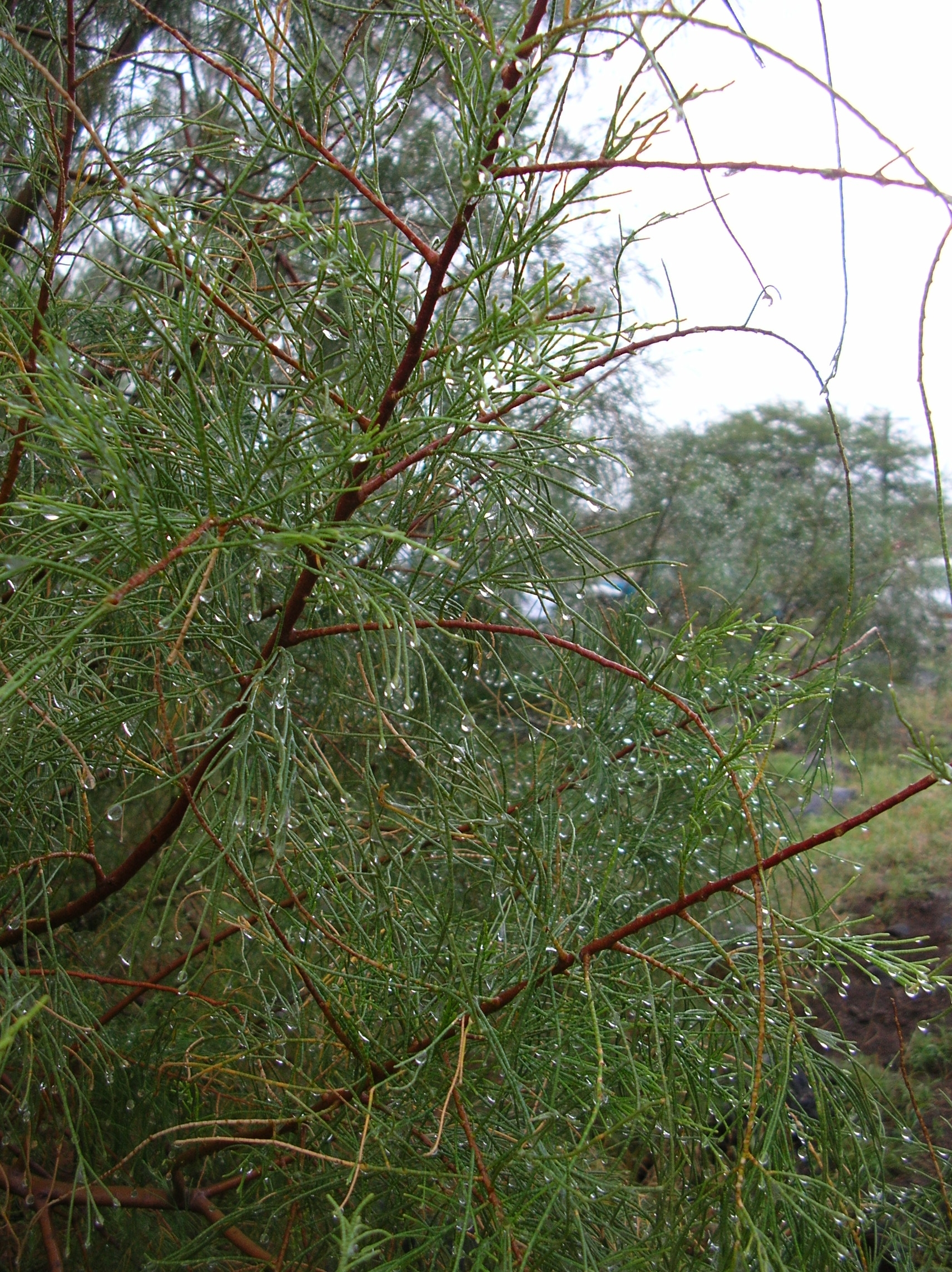
Le tamarix

Cette plante est présente dans plusieurs régions de Tarfaya, en particulier la côte et les zones à forte salinité, ce qui pose parfois un véritable problème car elle absorbe d'énormes quantités d'eau aux dépens des besoins du reste des autres espèces végétales et empêche leur croissance.
Parmi les autres appellations que la ville a eu, on peut citer Cap Juby, Port Victoria et Villa Bens (en espagnol).

## Géographie

### Localisation et communes limitrophes

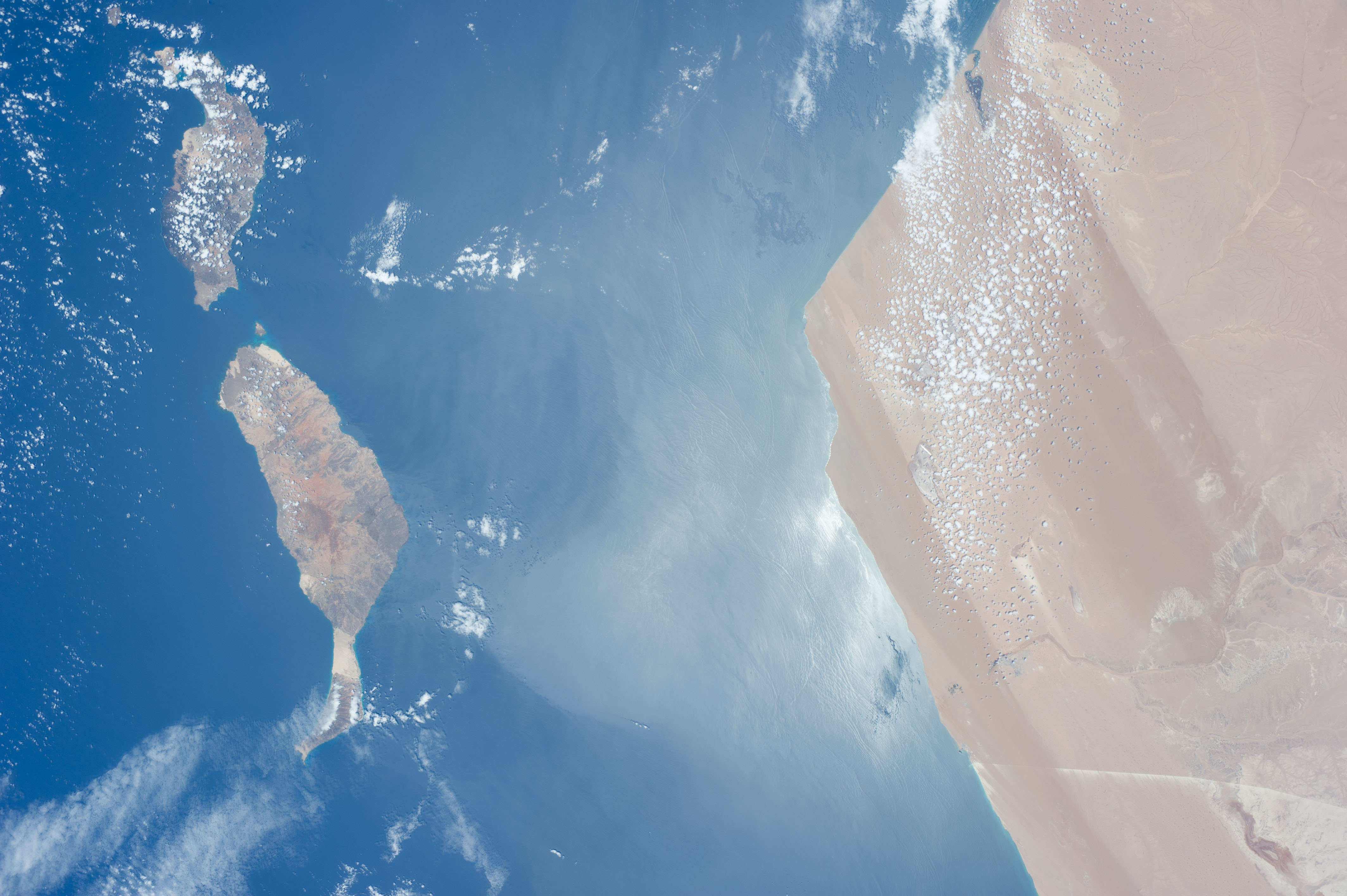
Image satellite de Tarfaya et des îles espagnoles Lanzarote et Fuerteventura.

La ville de Tarfaya est le chef-lieu de la province de Tarfaya, dans la région de Laâyoune-Sakia El Hamra. Elle est située sur le littoral atlantique à l'ouest, à 890 km de la capitale Rabat et à 100 km de l’île Lanzarote qui appartient au territoire espagnol. Elle est entourée au nord, à l'est et au sud par la commune de Tah.

### Climat
Le climat de Tarfaya est désertique, caractérisé par la rareté des précipitations et des températures élevées, à l'exception des zones côtières qui sont exposées aux courants froids de l'Atlantique, alors que les régions de l'est climatique les températures sont plus élevées et l'humidité devient presque nulle.

#### Les précipitations
Les précipitations au cours de l'année ne dépassent pas 60 mm, dont 80 % se fait durant la période comprise entre les mois de novembre et janvier avec un pic au cours de décembre. La période entre mai et août est considérée comme la plus sèche.

#### Température
La température moyenne mensuelle à Tarfaya est de 18,9 °C. La valeur minimale varie entre 11 et 12,7 alors que la valeur maximale qu'elle a atteint est de 23,7 degrés sous l’influence de l'océan Atlantique (effet des embruns marins).

#### Humidité
La province se caractérise par une humidité élevée tout au long de l'année, y compris l'été, élément du climat côtier, et peut atteindre 75 %. Cette humidité est présente sur 30 km vers l'intérieur.

Pendant l'été, une brume épaisse est présente sur le littoral et disparaît progressivement en avançant vers le sud et l'est.
| Mois                              | jan. | fév. | mars | avril | mai  | juin | jui. | août | sep. | oct. | nov. | déc. | année |
| --------------------------------- | ---- | ---- | ---- | ----- | ---- | ---- | ---- | ---- | ---- | ---- | ---- | ---- | ----- |
| Température minimale moyenne (°C) | 13,2 | 13,8 | 14,3 | 15,5  | 16,6 | 17,8 | 18,4 | 18,6 | 18,5 | 18   | 16,3 | 14,5 | 16,3  |
| Température moyenne (°C)          | 16,6 | 17   | 17,5 | 18,6  | 19,3 | 20,4 | 20,9 | 21,3 | 21,3 | 21,1 | 19,7 | 17,8 | 19,3  |
| Température maximale moyenne (°C) | 20,1 | 20,3 | 20,8 | 21,8  | 22   | 23   | 23,5 | 24   | 24,2 | 24,2 | 23,2 | 21,1 | 22,4  |
| Précipitations (mm)               | 6    | 5    | 3    | 1     | 0    | 0    | 0    | 0    | 4    | 3    | 11   | 9    | 42    |

| Diagramme climatique                                  |           |           |           |         |         |           |         |           |         |            |           |
| J                                                     | F         | M         | A         | M       | J       | J         | A       | S         | O       | N          | D         |
| 20,113,26                                             | 20,313,85 | 20,814,33 | 21,815,51 | 2216,60 | 2317,80 | 23,518,40 | 2418,60 | 24,218,54 | 24,2183 | 23,216,311 | 21,114,59 |
| Moyennes : • Temp. maxi et mini °C • Précipitation mm |           |           |           |         |         |           |         |           |         |            |           |

## Démographie
Selon le recensement général de la population et des logements pour l'année 2014, la population de Tarfaya est estimée à 8027 habitants. Ce chiffre est selon la Haut-Commissaire au plan le résultat du doublement de la population entre 1994 et 2014. Cette croissance est expliquée principalement par le phénomène de migration rurale dont le taux est compris entre 2% et 6%.
| Population par année                 | Population par année |
| ------------------------------------ | -------------------- |
| 1994                                 | 4 506                |
| 2004                                 | 5 615                |
| 2008 (est.)                          | 5 783                |
| 2012 (est.)                          | 5 925                |
| 2014                                 | 8 027                |
| Chiffres : Haut-Commissariat au plan |                      |

Résidents de Tarfaya: Entre le passé et le présent
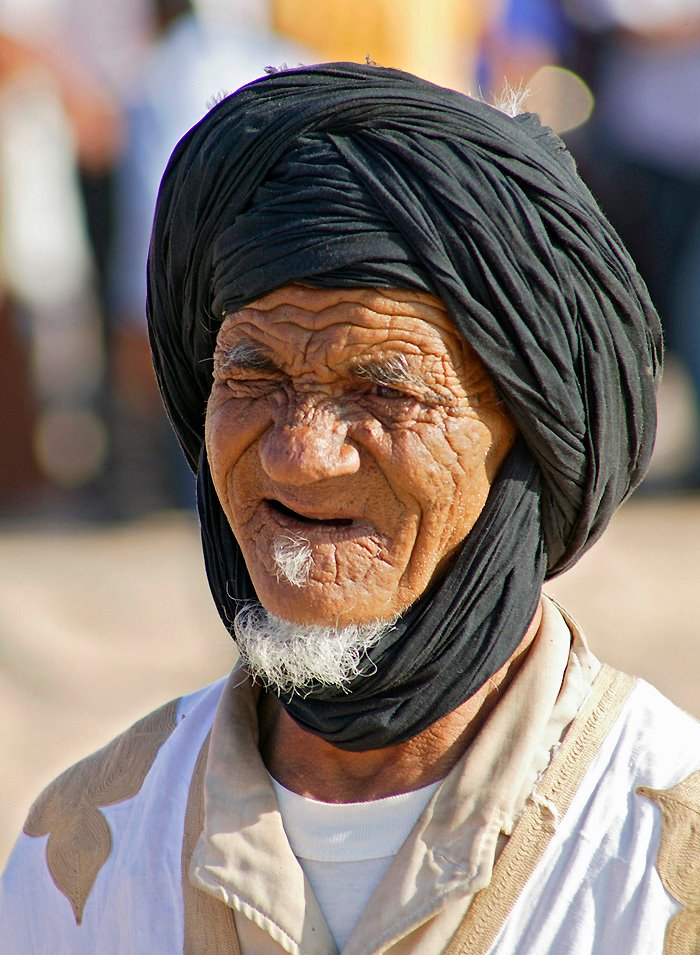
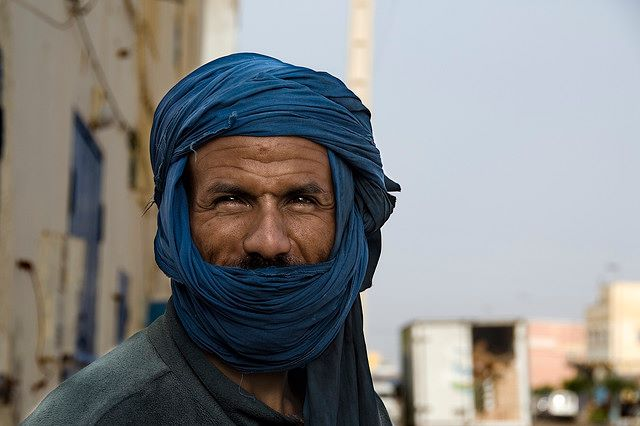

## Architecture et urbanisme

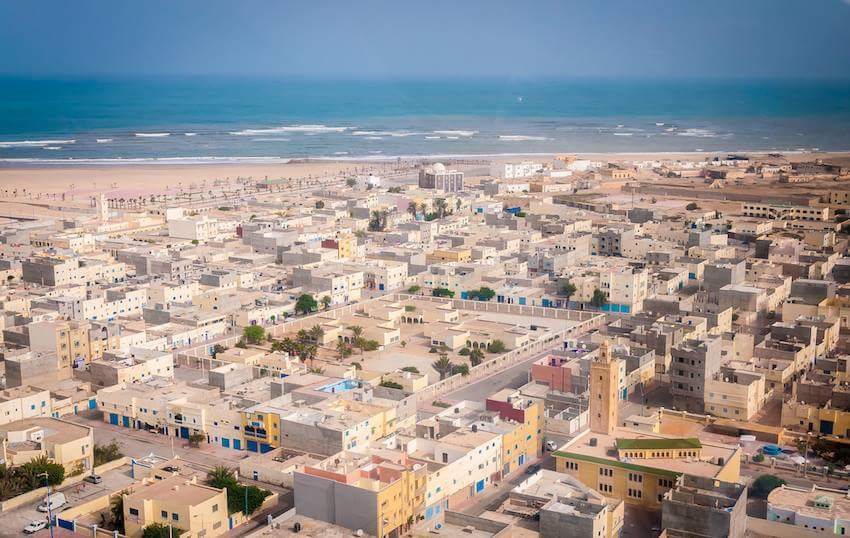
Vue générale sur les constructions à Tarfaya

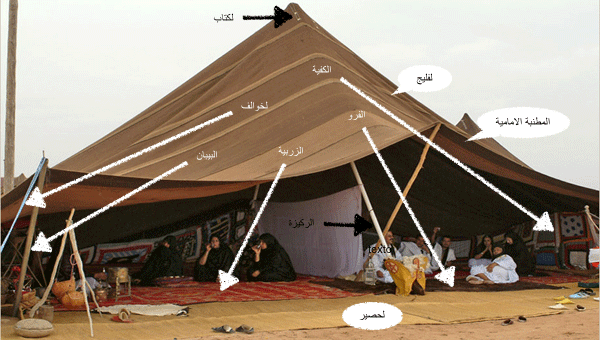
Les composantes d'une tente typique à Tarfaya

Les tentes constituent le type architectural le plus ancien et le plus fréquent à Tarfaya. En effet, les constructions en béton n'ont commencé à apparaître que récemment étant donné la nature des provinces du sud marocain.
L'architecture locale de la ville de Tarfaya est le résultat d'un mélange de styles inspirés des couleurs des plages de sable doré et des styles importés avec toutes les civilisations qui se sont succéedées sur la ville (architecture portugaise, anglaise, espagnole, Française et arabo-islamique).
De plus, l'absence de bâtiments de grande hauteur, a donné un caractère authentique, bien préservé, grâce aux travaux de restauration que la plupart de ces édifices ont subi après un grand passé de marginalisation et de détérioration,.
Musée Antoine de Saint-Exupéry
Le 28 septembre 2004, le Musée Antoine de Saint-Exupéry est fondé par l'association Mémoire d'Aéropostale, avec le soutien notamment de la mairie de Toulouse et d'Airbus. Ce musée est inauguré entre autres par le célèbre journaliste aéronautique Bernard Chabbert, dont le père participa également à l'aventure de l'Aéropostale.

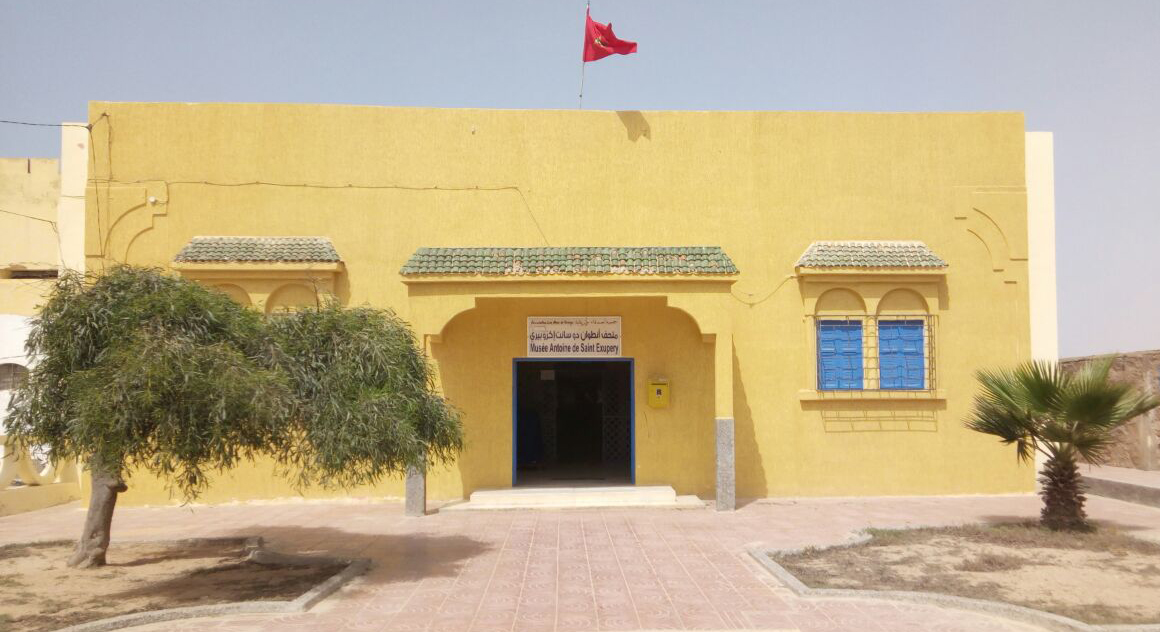
Entrée du Musée Antoine de Saint-Exupéry.
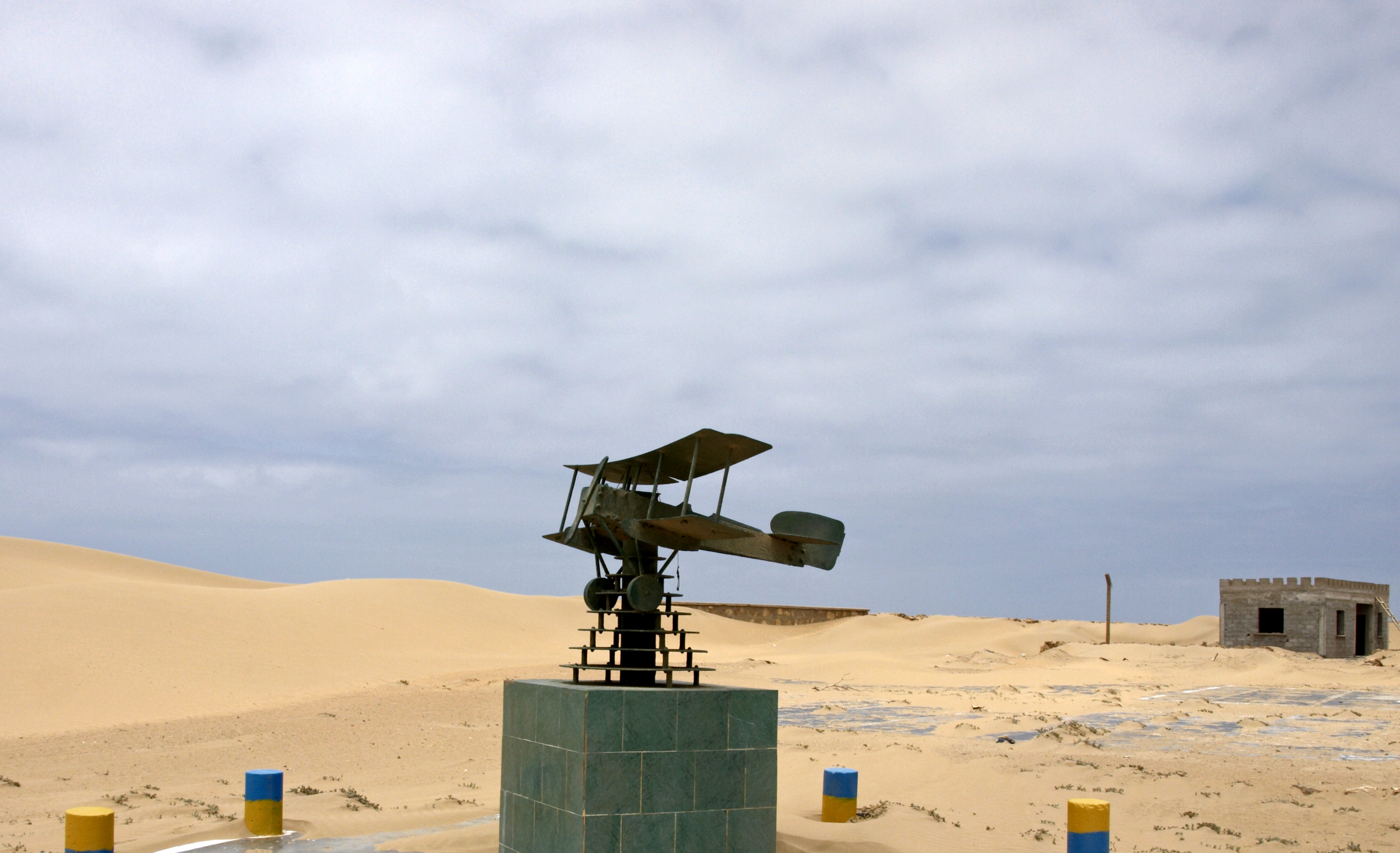
Monument dédié à Antoine de Saint-Exupéry et à l'histoire de l'aéropostale.
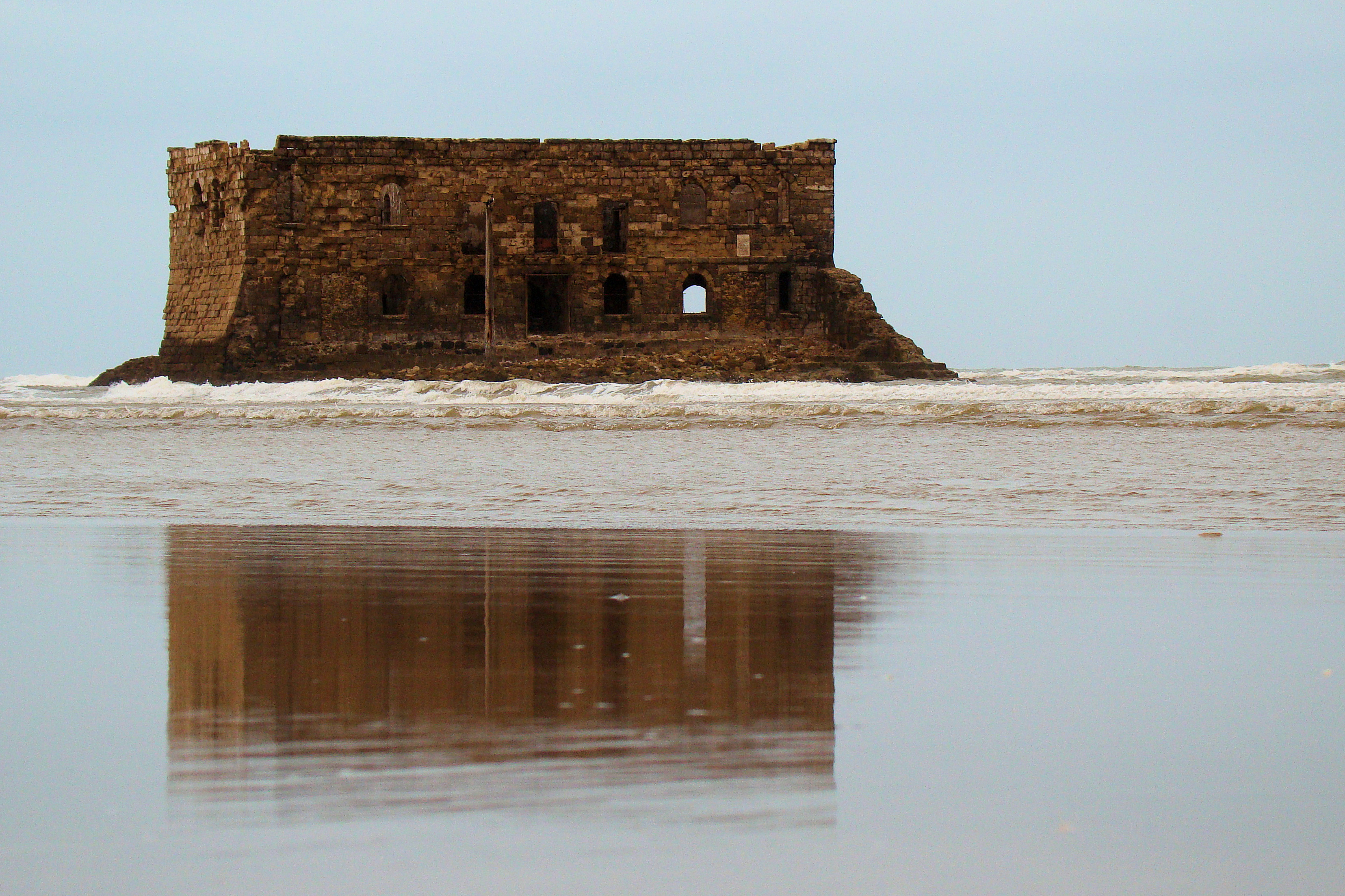
Ancienne forteresse côtière espagnol Casa del Mar
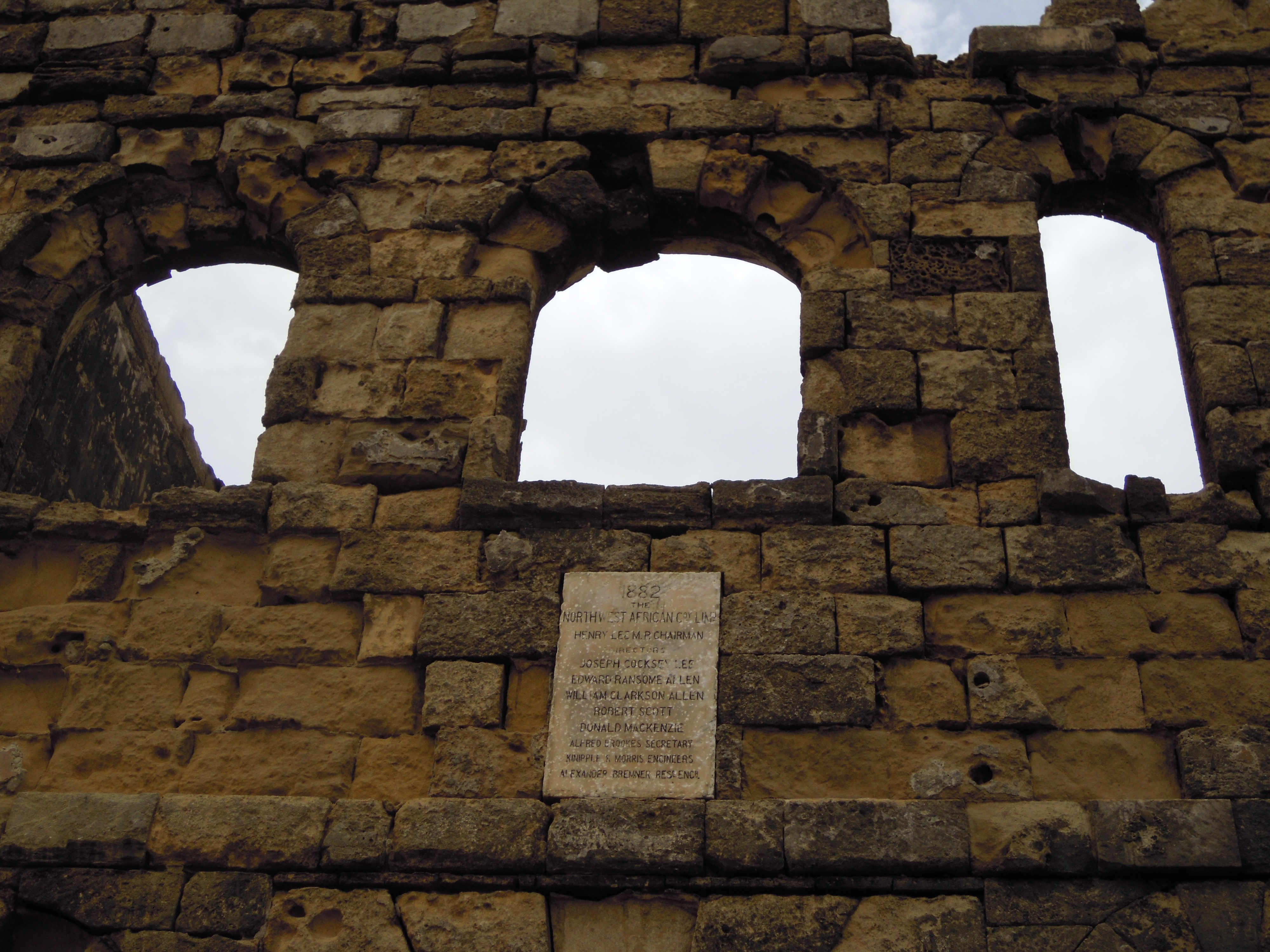
Intérieur de la Casa del Mar

## Culture

### Festivals et manifestations culturelles

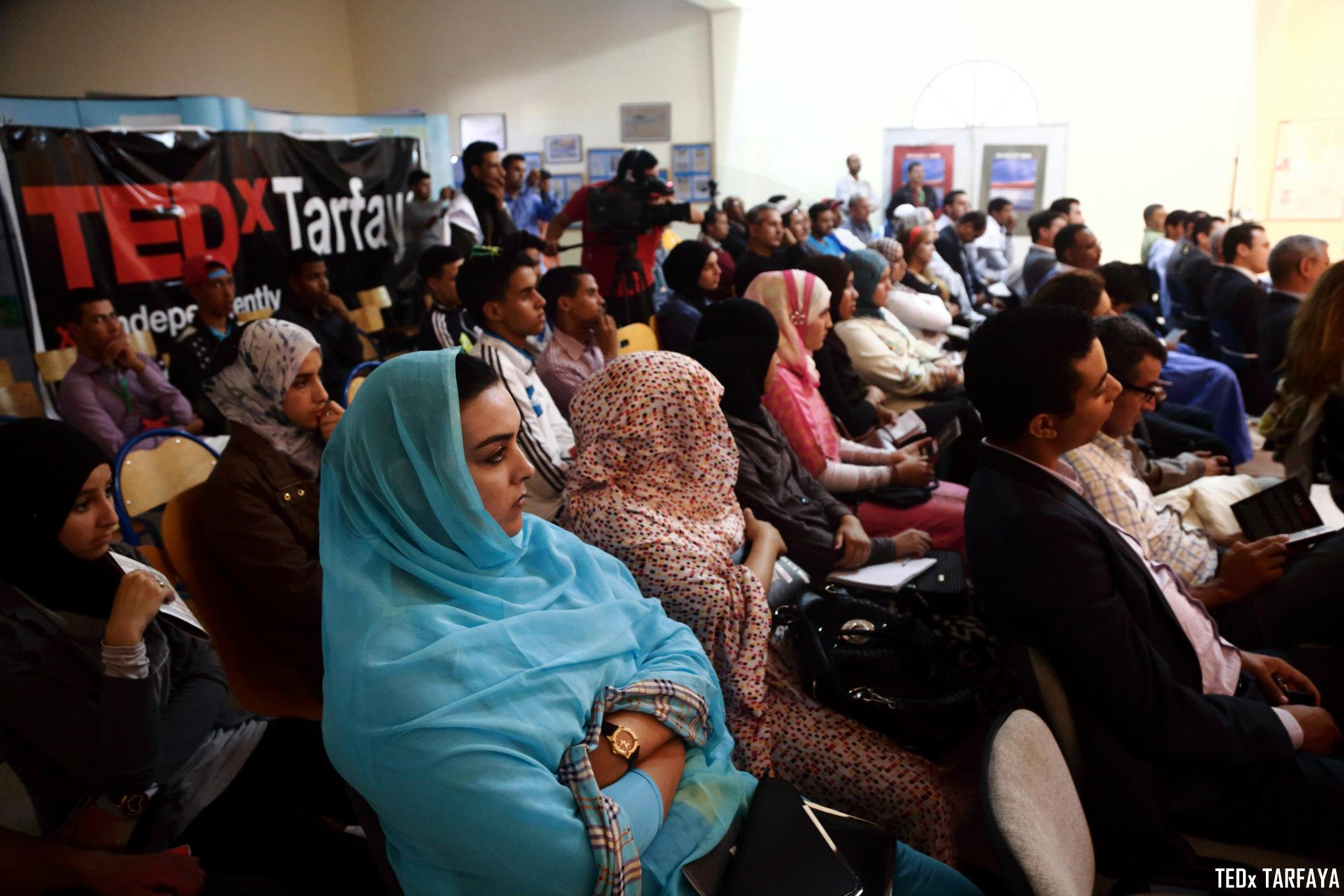
TEDx Tarfaya en 2013

La ville abrite plusieurs festivals et événements, dont le plus important est son festival international dont la première édition a été organisée du 30 septembre au 3 octobre 2007 sous le patronage de Son Altesse Royale le prince Moulay El Hassan sous le thème « Soirées musicales de Cap Juby », et qui a connu par ailleurs la célébration de l'octantenaire de la nomination d'Antoine de Saint-Exupéry comme chef d'escale à Cap-Juby, tout en accueillant des tables rondes et des nuits musicales avec notamment l'Orchestre philharmonique du Maroc.
L'autre événement majeur est le festival « Le Petit Prince du Désert » tenu entre le 23 et 25 novembre 2012, dont la thématique était « La technologie au service de l’homme et de l’environnement ».
Aussi, une conférence TEDx Tarfaya est régulièrement organisée depuis 2013,. Cet événement qui est le premier de son genre au désert marocain s'est tenu pour la première fois le samedi 4 mai 2013.

### Musées

#### Musée Antoine de Saint-Exupéry
Antoine de Musée Saint-Exupéry est un musée de poste aérienne qui a été fondé en 2004, et qui est consacré à l'aviateur écrivain Antoine de Saint-Exupéry (1900-1944), qui a vécu de 1927 à 1929 à Tarfaya. Le musée comporte aussi une collection de  documents, des cartes et des manuscrits anciens en rapport avec l'histoire et les grand événements que la ville a vécu sur des siècles.

#### Musée de la résistance
C'est aussi un espace éducatif et pédagogique qui expose l'histoire de la résistance et de l'Armée de libération de Tarfaya. Il a été fondé en 2013, et depuis, on y organise d'une facon régulière des workshops ouverts pour faire apprendre aux habitants cette histoire,.

### Poésie Hassanya
La poésie hassanya, prenant son nom de la Hassanya, est le type de poésie le plus commun à Tarfaya. Selon certains historiens cet art est apparu et s'est développé au début du XVIIe siècle, tandis que d'autres pensent que son apparition est concomittente à celle du dialecte Hassani

## Économie

### Énergies renouvelables

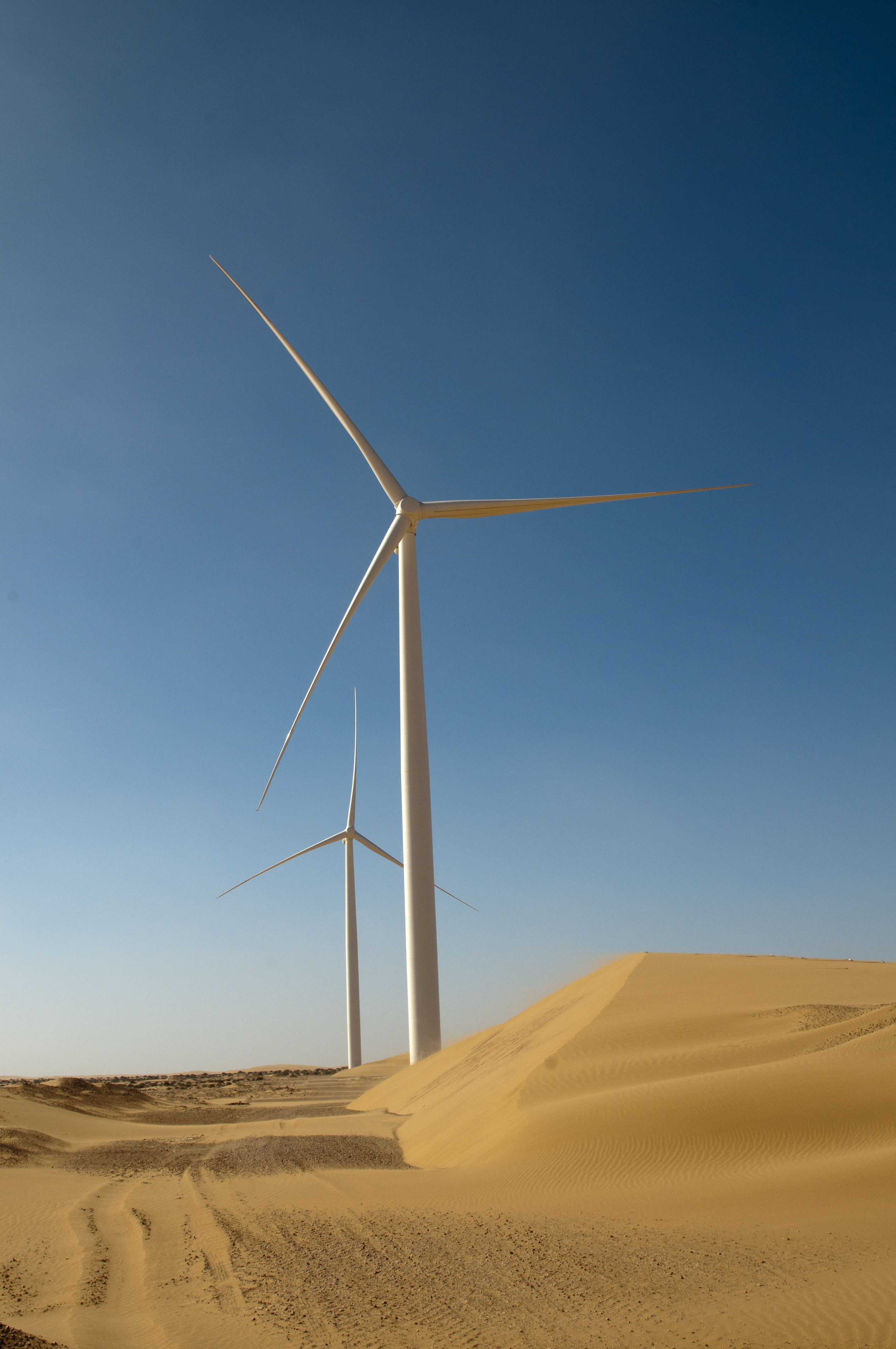
Deux éoliennes à Tarfaya en 2014.

En février 2013, le groupe énergétique français GDF Suez s'est allié avec la société marocaine Nareva pour la construction d'un parc éolien à Tarfaya — le plus grand d'Afrique — avec une capacité de 300 MW, soit 40 % de la production d'électricité éolienne du Maroc. Ce projet, dont la mise en service a été réalisée fin 2014, est co-financé par les deux groupes à hauteur de 90 millions d'euros, et par trois banques marocaines Attijariwafa bank, Banque Centrale Populaire et BMCE Bank avec 360 millions d'euros.

### Transports
La ville de Tarfaya est desservie par la route nationale 1.
Elle est également dotée d'un port — créé en septembre 1976, puis étendu 40 ans plus tard en juin 2016 — dont l'activité principal est la pêche artisanale, ce qui a permis de générer 9,6 MDH en 2015.
Le 10 décembre 2007, le bateau Assalama de la compagnie espagnole Naviera Armas a effectué une traversée inaugurale vers le port de Tarfaya depuis Puerto del Rosario (Île de Fuerteventura) avec à bord 153 passagers. Le mois suivant, 12 janvier 2008, la ligne est officialisée pour trois traversées par semaine. Après quatre mois d'activité, le service a été suspendu à la suite de l'échouement du navire près de la ville le 30 avril 2008, à cause d'une panne déclenchant l'infiltration de l'eau dans la coque. À la suite de cela, le projet de liaison est relancé en 2014 par la compagnie norvégienne Fred. Olsen & Co., puis en 2017 par le groupe espagnol Acciona.
L'aérodrome de Tarfaya est une ancienne escale de l'Aéropostale.
L'aéroport le plus proche se trouve à 105 km au sud, l'aéroport international Hassan Ier de Laâyoune.

## Personnalités
- Antoine de Saint-Exupéry

- Le saint Sidi Hamoud Ould Sidi Ismail Ould Laili[36]

- Imane Djamil, photographe marocaine ayant consacrée plusieurs séries photographiques à Tarfaya
- Le militant Ma El Aïnin
- Merebbi Rebbu
- Jean Mermoz
- Donald Mackenzie

## Jumelages
- Fuerteventura